# HK Sotchi
Le HK Sotchi (en russe Хоккейный клуб Сочи) est un club de hockey sur glace de Sotchi en Russie.

## Historique
Le club est créé en 2014. Il fait son entrée dans la Ligue continentale de hockey (KHL) à partir de la saison 2014-2015.

## Palmarès
Néant.

## Saisons après saisons
Note : PJ : parties jouées, V : victoires, VP : victoires en prolongation, VF : victoires en fusillade, D : défaites, N : matchs nuls, DP : défaite en prolongation, DTF : défaite en fusillade, Pts : Points, BP : buts pour, BC : buts contre.
| Saison    | PJ | V  | VP | VTB | D  | DP | DTB | BP  | BC  | Pts | Classement | Séries éliminatoires                         |
| --------- | -- | -- | -- | --- | -- | -- | --- | --- | --- | --- | ---------- | -------------------------------------------- |
| 2014-2015 | 60 | 23 | 3  | 2   | 23 | 3  | 6   | 164 | 170 | 88  | 13e/28     | HK CSKA Moscou 0-4 (huitième de finale)      |
| 2015-2016 | 60 | 30 | 0  | 4   | 16 | 5  | 5   | 175 | 149 | 108 | 4e/28      | Dinamo Moscou 0-4 (huitième de finale)       |
| 2016-2017 | 60 | 24 | 2  | 5   | 27 | 1  | 1   | 139 | 145 | 88  | 14e/29     | Non qualifié                                 |
| 2017-2018 | 56 | 22 | 4  | 3   | 20 | 4  | 3   | 130 | 138 | 87  | 15e/27     | Jokerit 1-4 (huitième de finale)             |
| 2018-2019 | 62 | 19 | 6  | 3   | 24 | 4  | 6   | 145 | 155 | 66  | 12e/25     | Lokomotiv Iaroslavl 4-0 (huitième de finale) |
| 2019-2020 | 62 | 15 | 6  | 4   | 28 | 8  | 1   | 124 | 164 | 59  | 19e/24     | Non qualifié                                 |
| 2020-2021 | 60 | 12 | 2  | 0   | 37 | 6  | 3   | 121 | 202 | 37  | 21e/23     | Non qualifié                                 |
| 2021-2022 | 48 | 13 | 4  | 1   | 25 | 2  | 3   | 111 | 133 | 41  | 21e/24     | Non qualifié                                 |
| 2022-2023 | 68 | 9  | 2  | 0   | 47 | 8  | 2   | 140 | 254 | 32  | 22e/22     | Non qualifié                                 |
| 2023-2024 | 68 | 19 | 1  | 3   | 38 | 7  | 0   | 168 | 254 | 53  | 21e/23     | Non qualifié                                 |
| 2024-2025 | 68 | 16 | 2  | 2   | 41 | 5  | 2   | 153 | 226 | 47  | 21e/23     | Non qualifié                                 |

## Logos

Logo de 2014 à 2016
Logo de 2016 à 2023
Logo depuis 2024